# Чеховский завод энергетического машиностроения
АО «Энергомаш (Чехов) — (ЧЗЭМ)» — российский завод-изготовитель трубопроводной арматуры высокого давления. Расположен в городе Чехов Московской области.
Поставляет продукцию для энергетики, в том числе ядерной, нефтегазовой, химической и других отраслей промышленности.

## История[1]
1934-1942
- 1934 — на производственной базе бывшей ткацкой фабрики купцов Медведевых образован Венюковский механический завод. Он изготавливает запасные части для текстильной промышленности: веретена и лейки, валики и барабаны. Спустя пять лет предприятие реорганизовывается и начинает выпуск мотоциклов с коляской для нужд Красной Армии.
- 1940, июль — решением правительства Венюковский механический завод передается Наркомату вооружения. Начинается выпуск нового вида пулеметов для армии.
- 1941, октябрь — в соответствии с планом Государственного Комитета Обороны завод начинает эвакуацию на восток.
- 1942 — в подмосковном регионе начинается восстановление эвакуированных предприятий, в том числе и венюковского завода.

1942-1992
- 1942, 28 сентября — специальным решением Государственного Комитета Обороны постановлено организовать завод энергетической арматуры в рабочем поселке Венюково. С этого момента задача предприятия — выпуск трубопроводной арматуры для разрушенных войной тепловых электростанций. Завод приступает к выпуску изделий условным диаметром 10-20 мм и условным давлением 64 атмосферы.
- 1944 — освоен выпуск продукции условным диаметром 50-85 мм и условным давлением 100 атмосфер.
- 1956 — освоено производство трубопроводной арматуры для первых в Советском Союзе энергетических установок на сверхвысокие параметры мощностью 150—200 МВт.
- 1957 — на заводе начато освоение и производство изделий для АЭС. Изготовлен комплект трубопроводной арматуры для Белоярской АЭС и оборудование для АЭС Райнсберг (ГДР).
- 1973 — освоено производство крупногабаритной трубопроводной арматуры для тепловых энергоблоков мощностью 500 и 800 МВт на закритические параметры пара; выпущен комплект трубопроводной арматуры для первого энергоблока мощностью 1 млн кВт на Ленинградскую АЭС.
- 1975 — на заводе начинается строительство промышленного цеха электрошлаковой выплавки (ЭШВ).
- 1976, 21 декабря — завод стал называться Чеховским Заводом Энергетического Машиностроения (ЧЗЭМ). В этом же году ему присвоено звание «Предприятие высокой культуры производства и организации труда».
- 1978 — выпущена первая главная запорная задвижка диаметром 850 мм.
- 1980 — начало внедрения штампосварных корпусов трубопроводной арматуры для ТЭС и АЭС.
- 1992 — Государственное предприятие «Чеховский завод энергетического машиностроения» преобразовано в открытое акционерное общество.

1992-2013
- 2000 — начало поставок продукции для АЭС Бушер и АЭС Куданкулам.
- 2009 — завод входит в группу компаний «Энергомаш» и переименовывается в ЗАО «Энергомаш (Чехов) — ЧЗЭМ».

После 2013
- 2013 — происходит смена собственника.

## Галерея

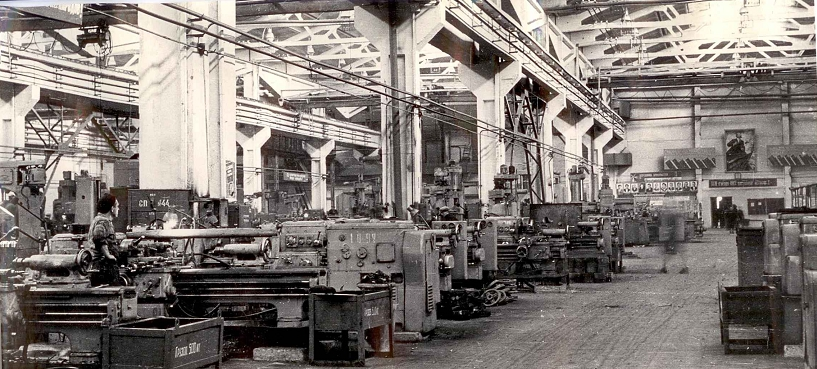
Поточная линия
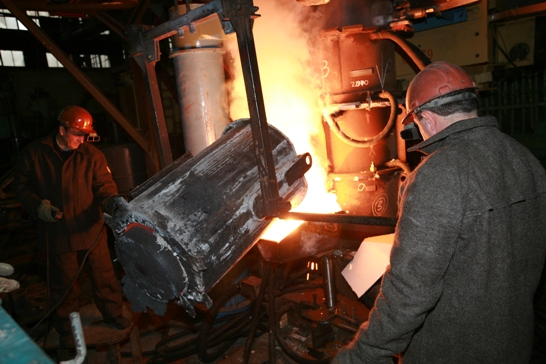
Цех ЭШВ
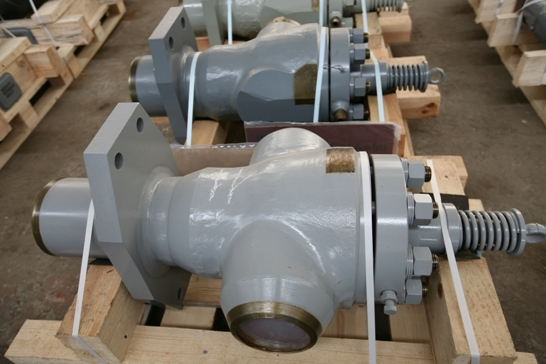
Готовая продукция ТЭС
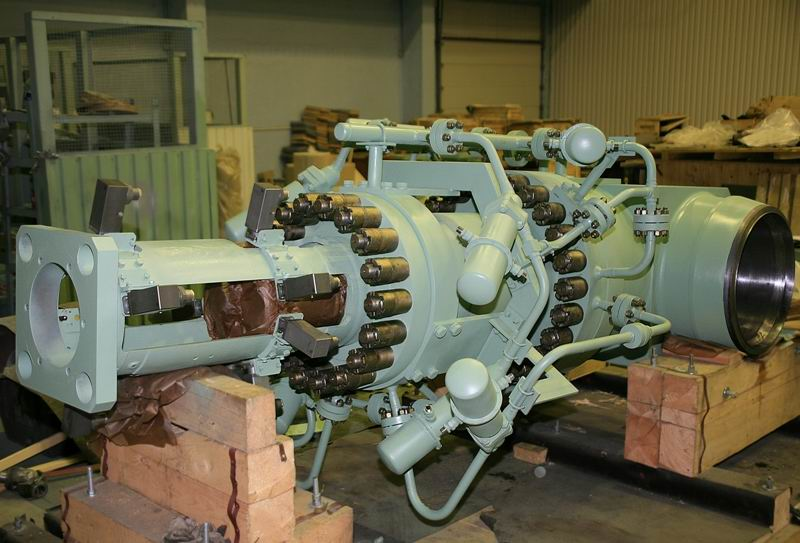
БЗОК для АЭС